# Heinrich Beitzke
Heinrich Beitzke (né le 15 février 1798 à Muttrin et mort le 10 mai 1867 à Köslin ; nom complet Heinrich Ludwig Beitzke) est un écrivain militaire prussien.

## Biographie
Beitzke est le fils d'un pasteur. Il est mort quand Heinrich Beitzke a cinq ans. Heinrich Beitzke grandit alors dans la pauvreté, étudie d'abord l'école du village, puis reçoit des leçons du pasteur du village et est accepté par un ecclésiastique à Colberg en 1811, où il étudie à l'école secondaire. En 1813, il est contraint d'accepter le service de greffier. Un petit héritage lui permet au printemps 1815 de rejoindre l'armée prussienne comme chasseur volontaire (de) et de participer à la campagne contre la France.
En septembre 1815, il est promu élève-officier au 21e régiment d'infanterie (de). Après le traité de paix, il est resté dans l'armée. Il étudie aux écoles de guerre de Coblence et de Mayence, puis, promu sous-lieutenant en 1817, l'école générale de guerre de Berlin, est employé aux travaux topographiques de l'état-major de 1823 à 1826 et est professeur à l'école divisionnaire de Stargard-en-Poméranie de 1828 à 1836. Il est promu Premierleutnant en 1831 et Hauptmann en 1839. À la fin de 1845, il démissionne de son poste de major en raison d'une maladie persistante.
Après avoir quitté l'armée, il s'installe à Köslin et s'y consacre à l'écriture. Ses ouvrages, d'abord son Geschichte der Deutschen Freiheitskriege in den Jahren 1813 und 1814 en trois volumes, sont populaires à leur époque et gagnent en reconnaissance. Beitzke obtenu son doctorat à l'Université d'Iéna et est décoré de l'Ordre du Faucon blanc par le grand-duc de Weimar.
À partir de 1858, il est député de la Chambre des représentants de Prusse, au sein de laquelle il soutient le Parti progressiste et se fait un nom comme orateur pendant la période du conflit, notamment dans les négociations sur la réorganisation militaire. Lors des élections à la Chambre des représentants de 1858, il est élu dans la circonscription d'Anklam. Aux élections de la Chambre des représentants en 1862, il est même élu dans quatre circonscriptions et accepte l'élection de la circonscription de Hamm-Soest. Il est mort le 10 mai 1867 à Köslin. Un monument funéraire avec un buste de portrait est érigé pour lui dans le cimetière là-bas selon un dessin du sculpteur Melchior zur Straßen (de).

## Travaux
- Geschichte der Deutschen Freiheitskriege in den Jahren 1813 und 1814.
  - Band 1 1854 Digitalisat
  - Band 2 Digitalisat
  - Band 3 1855 Digitalisat
- Geschichte des russischen Kriegs 1812. Berlin 1856, 2. Aufl. 1862 Digitalisat
- Geschichte des Jahres 1815. Berlin 1865.
  - Digitalisat Band 1
  - Digitalisat Band 2
- Das preußische Heer vor und nach der Reorganisation, seine Stärke und Zusammensetzung im Krieg von 1866. Berlin 1867 Digitalisat
- (Hrsg.) Hinterlassenen Schriften des Generalauditeurs Dr. Friccius. Berlin 1866.